# Ořešník

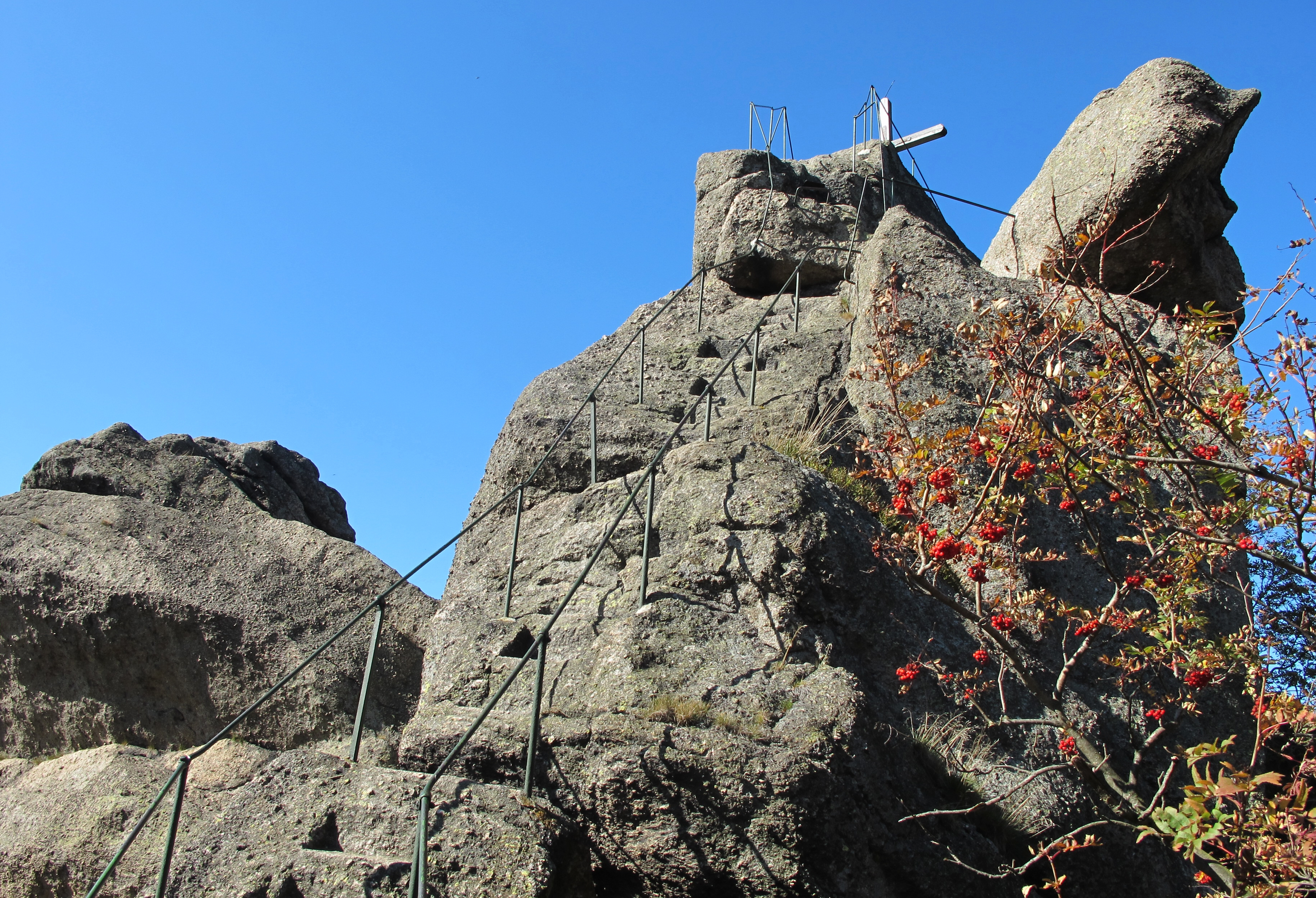
Ořešník (2011)

Der Ořešník (deutsch: Nußstein) ist ein markanter Gipfel des Isergebirges zwei Kilometer südlich der Stadt Hejnice (Haindorf) in Tschechien.

## Geomorphologie
Der Nußstein in der Untergruppierung erhebt sich am nordwestlichen Ende eines flachen Bergrückens zwischen dem Tal des Černý Štolpich (Schwarzen Stolpichs) und den Randhängen des Isergebirges. Der Nußstein ist größtenteils mit Buche, Ahorn, Tannen und Roteiben bewachsen. Hier befindet sich auch ein Vorkommen des Alpen-Milchlattichs.
Im Gipfelbereich befinden sich einige markante Felsformationen:
- Ořešník[2]
- Stojka[3]
- Věž pod Ořešníkem[4]
- Zahradní stěna
- Zahradní věž[5]

Unterhalb des Nußsteins befindet sich die Aussicht Schöne Marie (Krásná Máří).

## Geschichte
Im Jahr 1819 wurde ein Holzkreuz auf dem Gipfel errichtet. Im Zuge der Vertreibung der einheimischen deutschen Bevölkerung wurde dieses 1945 entfernt. Das Stahlgeländer am Aussichtspunkt stammt aus dem Jahr 1898 und wurde 2000 von der Isergebirgsvereinigung rekonstruiert.